# Chrysolina femoralis
Chrysolina femoralis é uma espécie de artrópode pertencente à família Chrysomelidae.